# کولویل، لسترشر
کولویل، لسترشر (به انگلیسی: Coalville) یک شهرک در بریتانیا است که در North West Leicestershire واقع شده‌است. کولویل ۴٬۴۹۴ نفر جمعیت دارد.